# Verenigd Koninkrijk Israël
De naam Verenigd Koninkrijk Israël of Twaalfstammenrijk wordt gegeven aan het koninkrijk dat volgens de Hebreeuwse Bijbel bestond in Kanaän van ongeveer 1030 tot 930 v.Chr. Historici betwijfelen het bestaan en, indien correct, de werkelijke omvang van deze staat, omdat voor de Bijbelse vermeldingen over die periode geen archeologisch bewijsmateriaal is gevonden.

## Bijbels verhaal
De voornaamste informatie over het Verenigd Koninkrijk Israël komt voor in de Bijbelboeken 1 en 2 Samuel, 1 en 2 Koningen en 1 en 2 Kronieken. Volgens deze bronnen verenigde Saul de verschillende Israëlitische stammen onder één koning. Na zijn dood brak er een successieoorlog uit tussen zijn zoon Isboset, die de troon van zijn vader opeiste, en zijn hofdienaar David, die door zijn eigen stam Juda tot koning werd gekozen en 7,5 jaar vanuit Hebron regeerde. Ten slotte werd Isboset vermoord en werd David koning over heel Israël. Zijn zoon Salomo volgde hem op, maar volgens 1 Koningen 11 was hij ontrouw aan de god JHWH omdat hij ook andere goden vereerde. JHWH werd woedend en gaf hem verschillende tegenstanders, die hem delen van zijn koninkrijk zouden ontnemen. Pas onder zijn opvolger Rechabeam besloten de noordelijke tien stammen om het huis van David niet langer te erkennen en zij scheurden zich rond 930 v.Chr. los van het zuiden. Jerobeam I werd de eerste koning van het zogenaamde 'Tienstammenrijk' oftewel het koninkrijk Israël (later ook wel Samaria genoemd naar de latere hoofdstad ervan). De stammen Juda en Benjamin bleven echter trouw aan Davids kleinzoon Rechabeam en zijn nakomelingen, en werden zo het 'Tweestammenrijk' oftewel het koninkrijk Juda.

## Wetenschappelijke hypothese
Vooral in Duitstalige Bijbelwetenschappelijke publicaties vanaf het midden van de 20e eeuw tot in de jaren 1990 vond een hypothese over het Verenigd Koninkrijk ingang. Het was mede gebaseerd op Bijbelse verhalen, maar geen hervertelling ervan. Sinds eind jaren 1990 wordt de hypothese niet meer voor mogelijk gehouden en vindt er geen doorontwikkeling meer op plaats. De reconstructie was als volgt:

### Ontstaan van het rijk
Laat in de 11e eeuw v.Chr. werden de onderling verbonden Israëlitische stammen telkens een korte tijd door charismatische personen geleid. Politiek-militair was dit zwak tegenover buurvolken, die een centrale monarchie kenden. Na een nederlaag tegen de militair sterkere Filistijnen, bezetten deze het land. De Israëlieten kwamen in opstand, waarbij de charismatische koning Saul het verrassingselement benutte en de Filistijnse bezetting beëindigde. Hij stichtte een koninkrijk in het noordelijke Israël, maar kwam al snel in conflict met de Israëlitische traditie en verloor daarbij de steun van de priesterkaste, voordat hij in een oorlog tegen de Filistijnen sneuvelde.
David, eerder lid van het gevolg van Saul en huurlingenaanvoerder, stichtte in Juda een klein koninkrijk. Na de dood van Saul richtte hij zich militair tegen diens opvolger Isboset en versloeg vervolgens met zijn eigen troepen de Filistijnen, waardoor zij geen machtsinvloed meer uitoefenden in de regio. Deze prestaties gebruikte hij als legitimatie voor heerschappij in de vorm van een personele unie over het noordelijke rijk Israël en het zuidelijke rijk Juda.
Davids huurlingen, aangevoerd door Joab, namen voor David de Kanaänitische (Jebusitische) stad Jeruzalem in. Hoewel het zich in het territorium van het zuidelijke rijk Juda bevond, werd het er geen deel van, behalve de "Stad van David". De tempel was het cultische centrum van de stad. David liet de hogepriester Sadok in zijn ambt; deze lukte het later de Israëlitische priester Abjatar zijn macht te ontnemen. In de tempel vloeiden Kanaänitische gebruiken en het Israëlitische geloof in JHWH samen in een gespannen syncretisme.

### Militaire expansie onder David
In een serie veroveringsoorlogen onderwierp David de buurvolken in het oosten: de Moabieten, Ammonieten, Edomieten. Het territorium van zijn rijk breidde hiermee sterk uit. Hij onderwierp zelfs enkele Aramese stamstaten, die zich met de Ammonieten verbonden hadden en tegelijk met hen werden verslagen. Davids stadhouder hield residentie in Damascus. Ook de resterende Kanaänitische stadstaten op het grondgebied van de Israëlitische stammen werden ingelijfd in Davids rijk.
David leidde zijn huurlingen van de ene zege naar de andere, waarmee de dienstplichtigen van de Israëlitische stammen tot hulptroepen werden gedegradeerd. Davids zoon Absalom wierp zich op als leider van degenen die hierover ontevreden waren en ondernam militaire actie tegen zijn vader. In het oosten van de Jordaanregio kwam het tot een beslissende slag tussen de soldaten onder Absalom en de huurlingen onder Joab. Absalom sneuvelde, de soldaten werden verstrooid. De opstand was de kop in gedrukt.

## Historiciteit
Als we ons voor de historische vraag over het Verenigd Koninkrijk Israël beperken tot de periode van David (omdat alleen over hem specifieke informatie over het territorium wordt genoemd in de Hebreeuwse Bijbel), is allereerst van belang vast te stellen over welk gebied hij heerste. De Bijbelse traditie schreef hem een groot rijk toe en omvatte de staten Juda en Israël, de oostelijke gebieden Edom, Ammon en Moab en het rijk Aram-Damascus inclusief de daarvan afhankelijke staatjes van de Arameeërs. Verder reikte Davids rijk van  de Egyptische stroom Wādī l-‘Arīš in het zuiden tot Lebo-Hamat in het noorden.
De consensus onder historici is dat een dergelijk groot koninkrijk van David nooit heeft bestaan. Er zijn vier argumenten die tegen het bestaan pleiten: ten eerste de schatting van het aantal inwoners dat Israël rond 1000 v.Chr. kende ligt rond 55.000 voor het gezamenlijke berggebied van Samaria en Juda. Als dit aantal als basis wordt genomen om vast te stellen hoeveel soldaten voor een leger zouden kunnen worden gerekruteerd, kunnen dat er (bij een aandeel van 2,5% strijders) ongeveer 1.500 zijn geweest, waarmee het onmogelijk is een dergelijk oppervlak te veroveren en controleren. Ten tweede de grootte van de hoofdstad Jeruzalem, die rond 1000 v.Chr. een oppervlak bestreek van ongeveer 4 ha op de zuidoostheuvel (Davids stad). Dat is niet toereikend voor een administratief apparaat om een dergelijk rijk administratief te controleren en beheersen. Ten derde is er de zogenoemde "low chronology" waarbij de urbanisatie respectievelijk ijzertijd IIA in Israël 75 tot 100 jaar later begon. Verder zijn nergens archeologische sporen gevonden uit de periode van David van zijn veroveringsoorlogen of aanwijzingen van een passende infrastructuur. Ten vierde het literaire beeld van de Bijbelse oorlogskroniek in 2 Samuel 8:2-14, die de veroveringen formuleert op de wijze van de herdenkingsinscripties van het Nieuw-Assyrische Rijk. Het beschrijft een ideologische koning en projecteert de grote uitbreiding van het rijk onder Jerobeam II in de vroege 8e eeuw v.Chr. naar de tijd van David.